# Bagad Ergué-Armel
Le bagad d'Ergué-Armel est une formation traditionnelle de musique bretonne fondée en 1954. Entre 1979 et 2014, le bagad évolue en 3e catégorie du championnat national des bagadoù. L'association comprend une école de musique, les élèves pouvant intégrer le bagad après quelques années de pratique et participer aux concours de 4e catégorie.

## Histoire
Pendant près d'une dizaine d'années, la vie de l'ancienne commune populaire d'Ergué-Armel (devenue un quartier de Quimper en 1960) vit au rythme du foyer d'éducation populaire de l'école publique (cours, activités, bibliothèque, cinéma...). Jean Foucaud, directeur de l'école publique (aujourd'hui école Léon-Blum), est à l'origine du foyer. Après-guerre, les défilés de la fête de la jeunesse organisés dans les écoles constituent les prémices de la formation.
En 1954, lorsqu'il apprend le projet du vicaire de monter un bagad à Ergué-Armel, ardent laïc, Jean Foucaud fait en sorte d'obtenir rapidement une subvention de la mairie pour équiper un ensemble en instruments et en vêtements. Le recrutement de la « Kevrenn Glazik », premier nom du groupe, se fait essentiellement au sein de l'école. Jean Quéré, sonneur au bagad Kemper, donne aux enfants d'Ergué-Armel leurs premiers cours de bombarde, batterie et cornemuse pour animer les kermesses et fêtes de quartier. De 1962 à 1980, il s'occupe du groupe pratiquement seul.
Avec le cercle celtique d'Ergué-Armel, le bagad d'Ergué-Armel est la dernière activité du foyer d'éducation populaire à subsister.
Le bagad subit les départs de ses meilleurs éléments vers les bagadoù de première catégorie. Néanmoins, il conserve sa place dans le milieu quimpérois et la satisfaction d'avoir formé de nombreux jeunes musiciens.
Le bagad fête ses 50 ans en 2004, marqué par le départ de Guy Le Roux, président depuis 1983. Nommé président d'honneur, Isabelle Thierry lui succède.
En 2014, le bagad ne participe pas au championnat pour se consacrer au spectacle anniversaire. Après cette année sabbatique, le bagad décide de descendre d'une catégorie pour pouvoir intégrer les musiciens qui ont 3 ou 4 ans de pratique. Doriane Thierry devient penn-soner de l'ensemble.

## Organisation

### Formation
Les cours sont pratiqués par des enseignants de musique bretonne de la fédération Sonerion Penn ar Bed ainsi que par des sonneurs du bagad. Chaque semaine, en jouant de la bombarde, de la cornemuse, de la batterie ainsi que des percussions, les élèves sonneurs s'ouvrent sur la connaissance des terroirs et de la culture bretonne.

### Concours et représentations
Le groupe principal se compose d'environ 30 musiciens sur scène. Le bagad évolue dans les années 1980 en 3e catégorie du championnat national des bagadoù et depuis 2014 en 4ème catégorie. Il participe également à d'autres concours tel que Menez-Meur, Ergué-Gabéric, le Festival de Cornouaille.
Le bagad se déplace également pour participer à des festivals de musique traditionnelle ou à des défilés en Bretagne (Festival de Cornouaille, Festival interceltique de Lorient, Festival des Filets bleus), mais aussi ailleurs en France (Ussel, La Baule, Reims, Cugand, Chartres, Champs-Élysées pour la Breizh Touch), en Grande-Bretagne (Manchester), en Saxe, en Italie (Vallée d'Aoste, Turin), etc. Les musiciens sont parfois appelés à partager la scène avec des artistes de renom, tels que The Chieftains en 2016.

### Costume
Le costume, composé du béret bleu, chemise blanche et culotte courte de la formation de pipeau, était celui du bagad au tout début. Dans les années 1960, il est remplacé par  un costume d'inspiration traditionnelle dessiné par René-Yves Creston, membre des Seiz Breur, composé d'un kabic richement brodé accompagné du fameux béret du Pays pagan. En 1995, la formation s'est dotée d'un nouveau costume réalisé par Véronique Riou, avec les broderies retravaillées par les ateliers « Le Minor » de Pont-l'Abbé. Il caractérise le costume traditionnel de la région de Quimper.

## Répertoire et créations

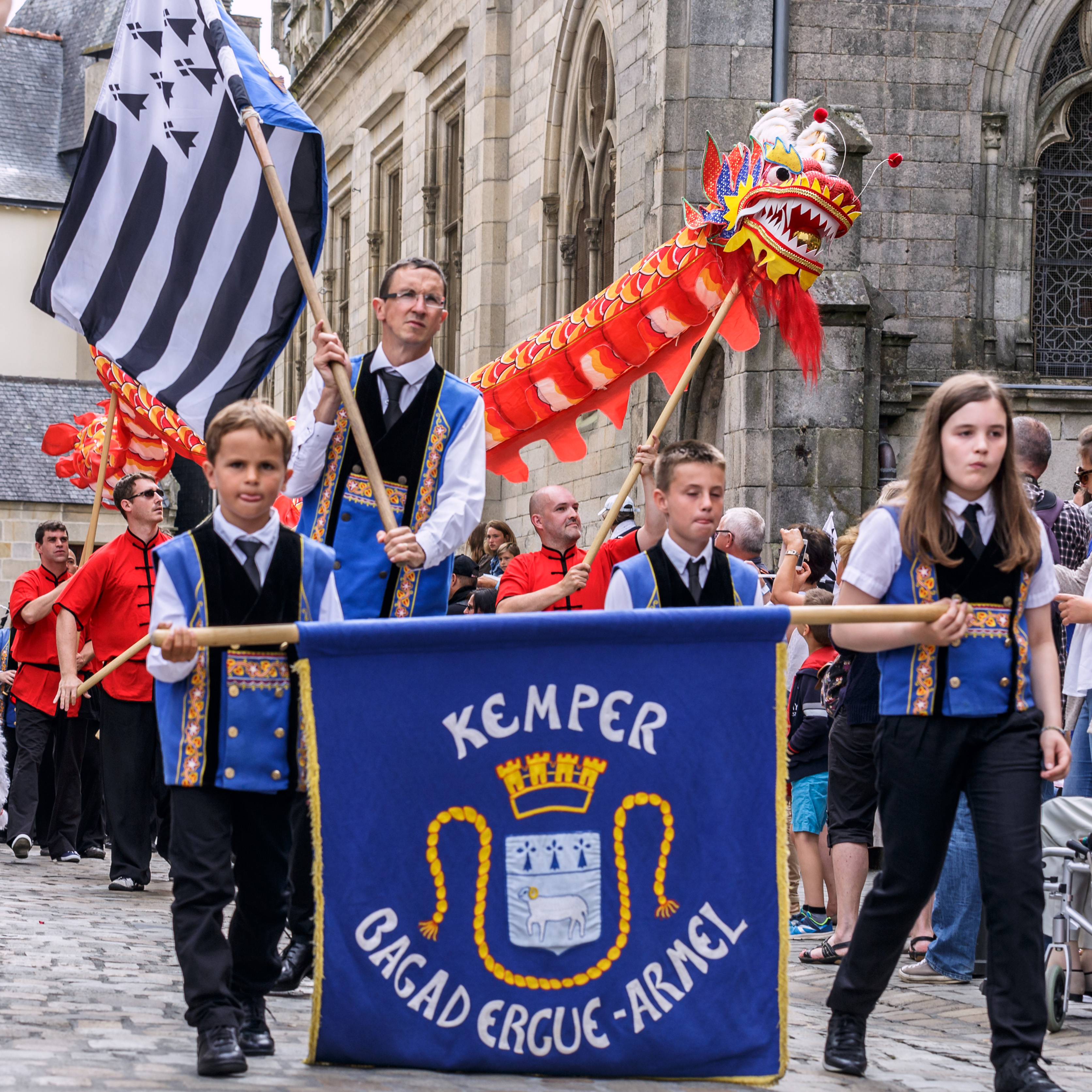
Défilé sous le signe du nouvel an chinois en 2016.

Le répertoire traditionnel est large, comprenant des marches, mélodies et diverses danses : kas ha barh, ronds de Loudéac, An dro, Gavottes (des Montagnes, Pourlet, d'Hanvec, Bigoudène...), Plinn, dérobée de Guingamp, rond de Saint-Vincent, avant-deux, mazurkas...
Le bagad collabore avec le cercle des Danserien Kemper à partir de 2003. À l'occasion de ses 60 ans, le bagad présente le spectacle « Gavot ! » accompagné pour l'occasion de guitares, de percussions et d'un chanteur. À l’invitation de l’association franco-chinoise de Quimper pour fêter le Nouvel An chinois le bagad monte un spectacle intitulé « Entre Kemper et Yantaï ».

## Sources